# Jugge Nohall
Jugge Nohall, tidigare Mark Erik Jörgen Nohall, född 6 september 1964 i Vantörs församling i Stockholm, är en svensk artist, skådespelare och speaker bosatt i Stockholm.
Nohall har flera gånger medverkat i tv och radio, bland annat i Melodifestivalen 1996 som låtskrivare till låten "Va’ e’ du". Under nätradiokanalen Radio.se:s korta existens 2001 var han en av programledarna. Samma år medverkade han även i mockumentären Stockholmare på Kanal 5.
Tillsammans med Nalle Knutsson och Frida Lundell har Nohall medverkat i flera projekt. Bland annat var de nöjeskonsulenter i TV3:s dokusåpa Club Goa och i dokusåpan Nalles Show på Kanal 5 fick tittarna följa Knutsson och Nohall i deras arbete med att sätta upp en scenshow.

## Filmografi
- 2011 - Åsa-Nisse – wälkom to Knohult - Lufs
- 2007 - Du levande... - Uffe
- 2005 - Club Goa - sig själv (dokusåpa)
- 2001 - Stockholmare - sig själv (tv-serie)
- 2001 - Överallt (kortfilm)
- 2000 - Nalles show - sig själv (TV-serie)